# Arthur D. Little
Arthur D. Little este o companie de consultanță de afaceri înființată în anul 1886. Compania are 644 angajați în 20 de țări.